# Atheraster
Genre
Atheraster est un genre d'étoiles de mer abyssales de la famille des Goniasteridae.

## Liste des espèces
Selon World Register of Marine Species (7 janvier 2024) :
- Atheraster arandae (Mah, 2006) -- Au large de la Nouvelle-Calédonie
- Atheraster symphonia Mah, 2022 -- Pacifique nord

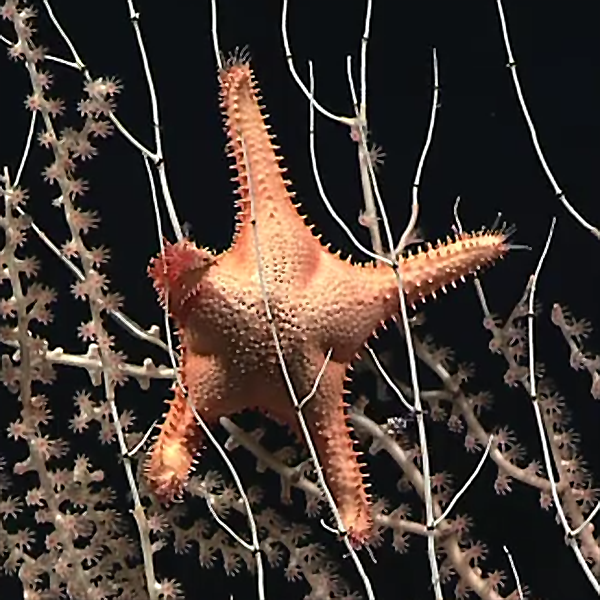
Atheraster arandae.
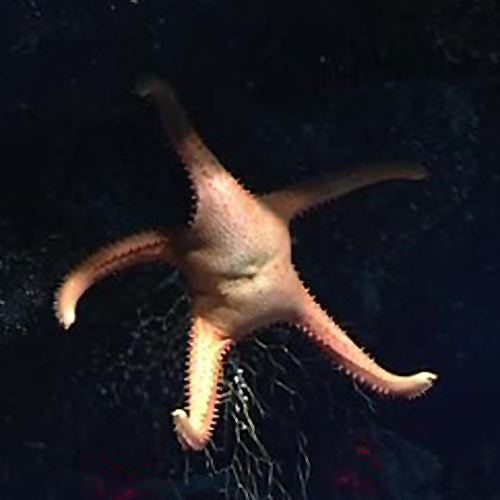
Atheraster symphonia.

## Systématique
Le nom valide complet (avec auteur) de ce taxon est Atheraster Mah (d), 2022.

## Publication originale
- (en) Christopher L. Mah, « New Genera, Species and Occurrences of Deep-Sea Asteroidea (Valvatacea, Forcipulatacea, Echinodermata) collected from the North Pacific Ocean by the CAPSTONE Expedition », Zootaxa, Auckland, vol. 5164, no 1,‎ 12 juillet 2022, p. 1-75 (ISSN 1175-5326, e-ISSN 1175-5334, lire en ligne ).